# Нараївський заказник
Нараївський зака́зник — ентомологічний заказник місцевого значення в Україні. Об'єкт природно-заповідного фонду Рівненської області. 
Розташований у межах Дубенський району Рівненської області, на землях запасу Княгининської сільської ради на південній околиці с. Нараїв. 
Площа 27 га. Статус надано згідно з рішенням облвиконкому від 22.11.1983 року № 343. 
Із комах, занесених до Червоної книги України, відмічений махаон.